# Col de Fouchy
Der Col de Fouchy ist ein 606 m hoher Pass in den Vogesen auf der Grenze der Départements Bas-Rhin und Haut-Rhin.
Der Pass liegt etwa 15 km westnordwestlich von Sélestat zwischen dem nördlich gelegenen Tal des Giessen und dem Tal des Lièpvrette. Die Straße verbindet die Orte Fouchy über den Pass mit Rombach-le-Franc und weiterführend mit Lièpvre auf der Südseite.
Die Anfahrt von Norden zweigt in Fouchy von der D 739 ab, führt abwechselnd durch Wiesen und kürzere Waldstücke und bietet kurz vor der Passhöhe einen freien Blick über das Tal des Giessen. Im Süden verläuft sie ab dem Abzweig von der N 459 mäßig ansteigend den Rombach begleitend durch die beiden Ortschaften, bis sie im oberen Teil von Rombach-le-Franc nach einer Rechtskurve mit stärkerer Steigung hauptsächlich im Wald die Passhöhe erreicht.

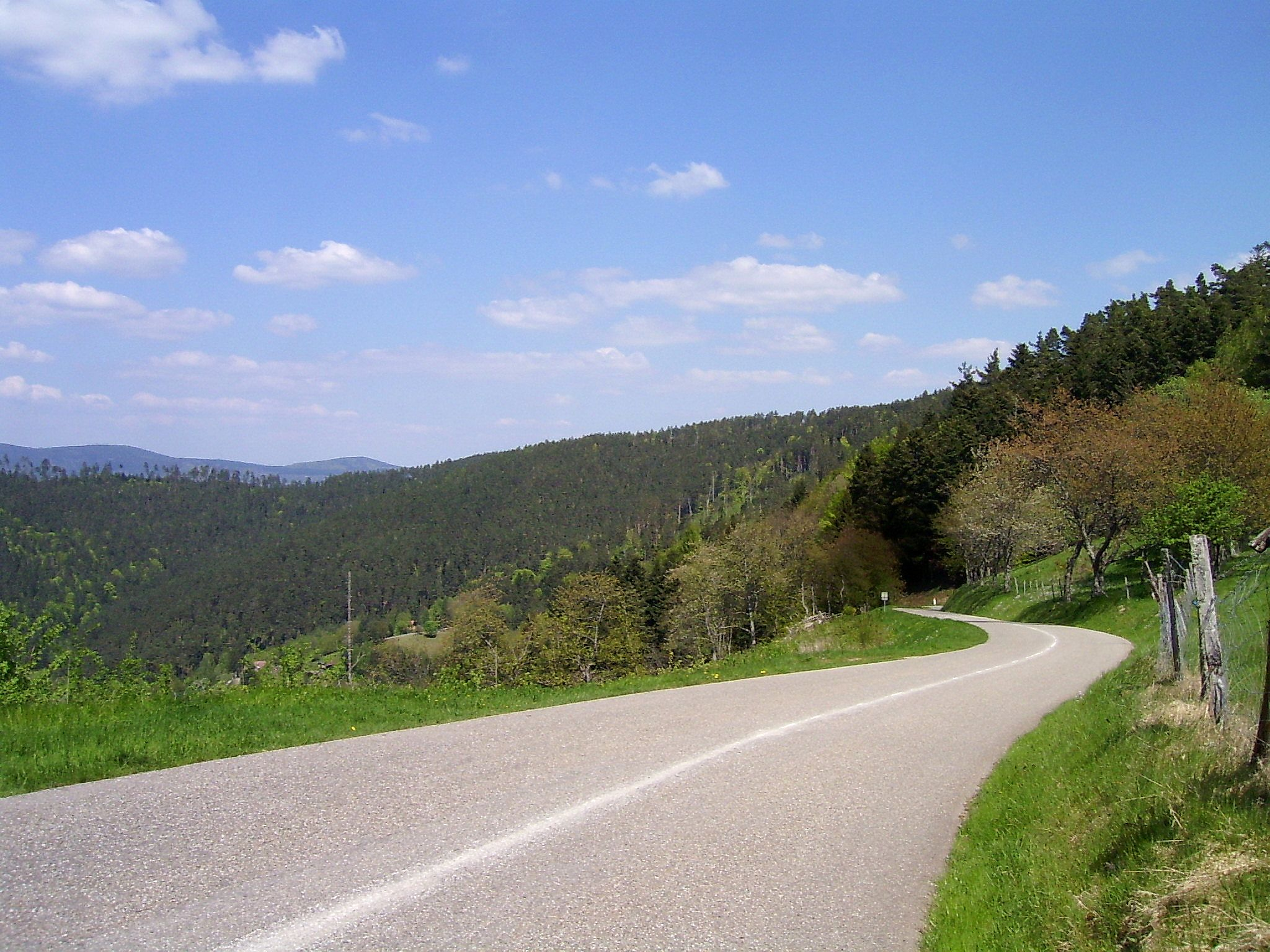
Abfahrt Nordseite
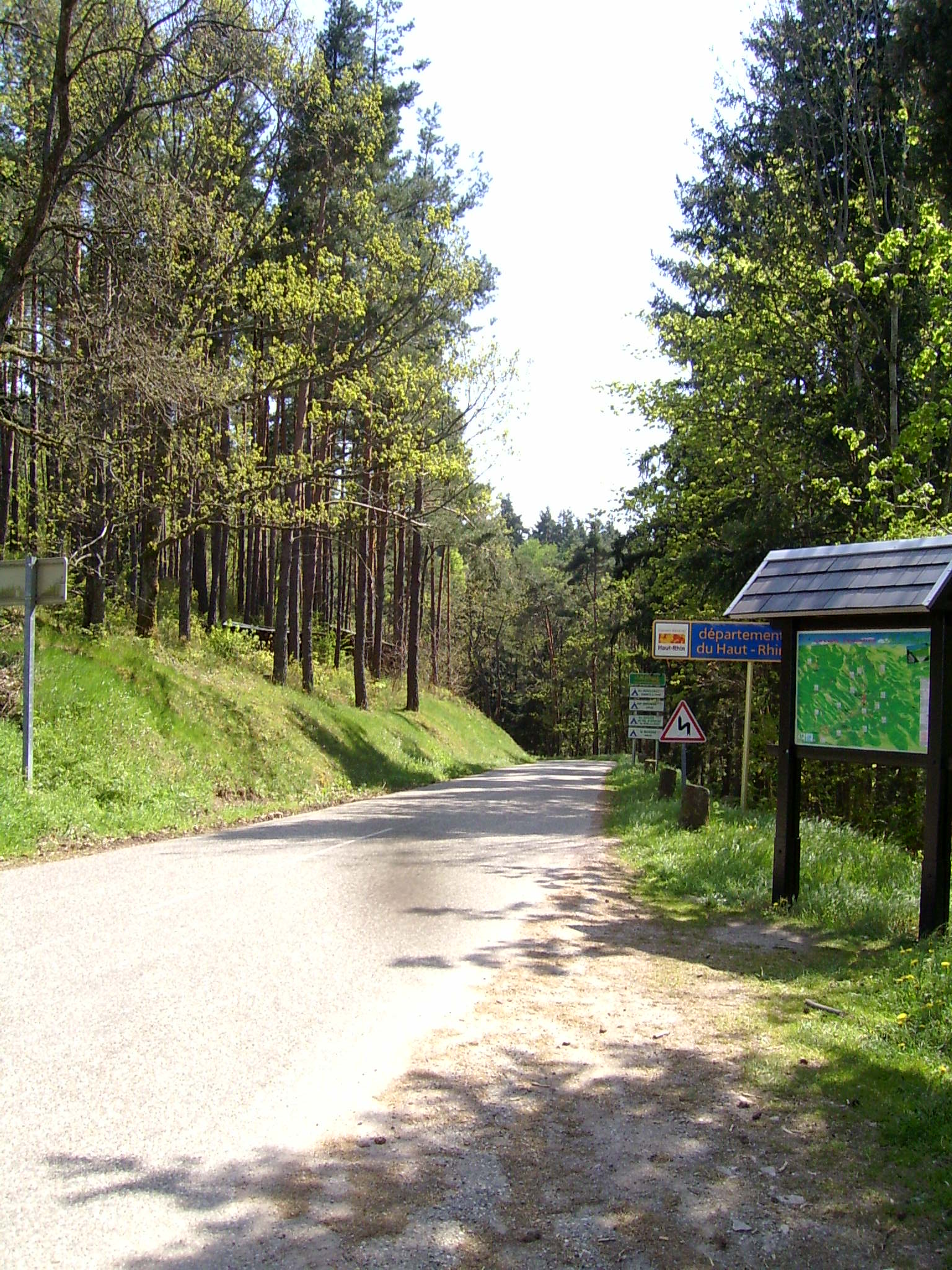
Abfahrt Südseite
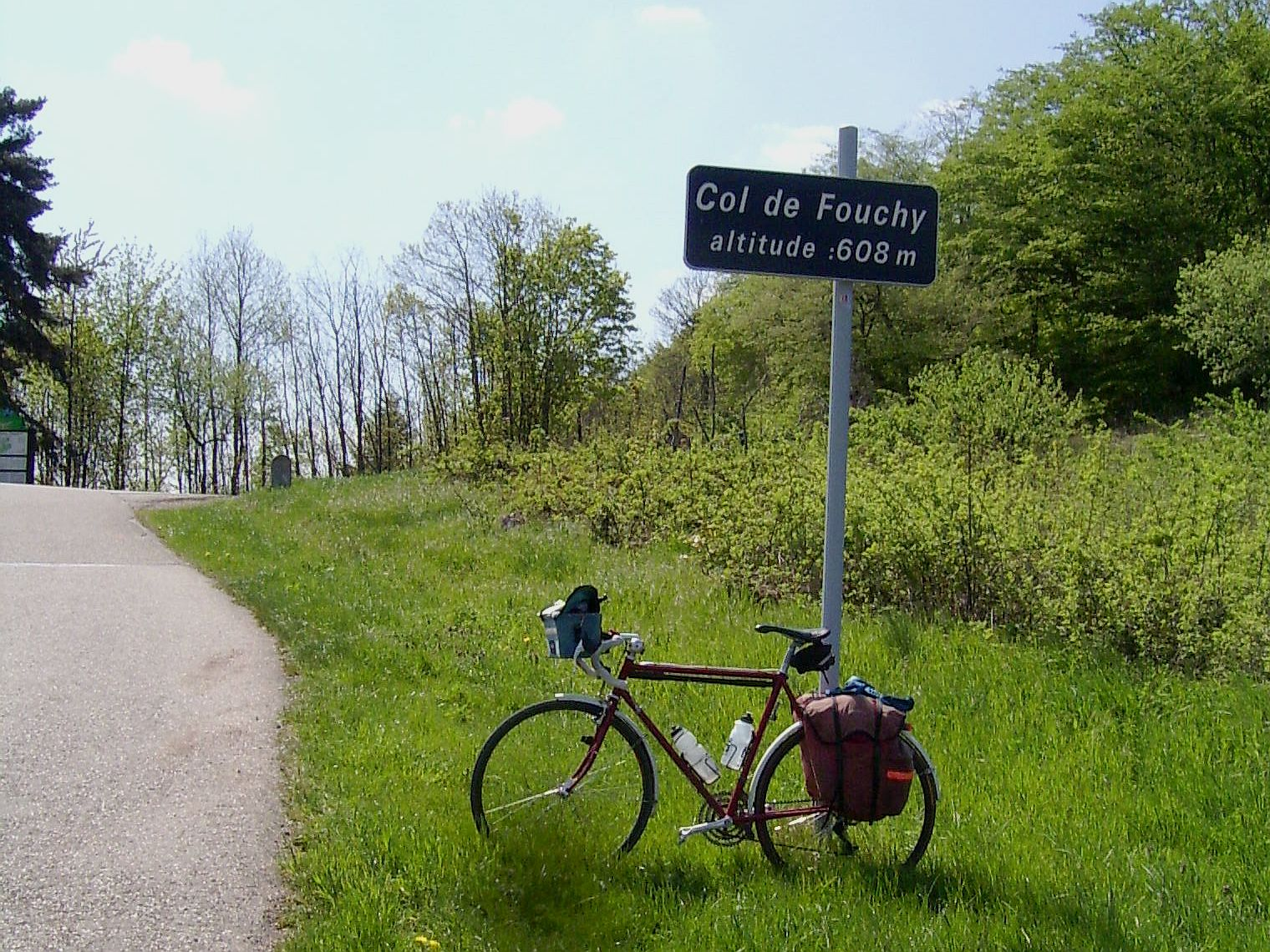
Reiserad mit Gepäck am Passschild